# 2C-E
2C-E (2,5-dimetoxi-4-ethylphenethylamine) es un psicodélico y fenetilamina de la familia 2C. Fue sintetizado por primera vez por Alexander Shulgin.
Es comúnmente activo en el rango de 10-20 mg, por vía oral o nasal y altamente sensible a tal dosis. Insuflando (administración de la sustancia química por vía nasal) requiere una dosis mucho menor, típicamente no superior a 10 mg. Shulgin lo clasificó con el nombre 2C-E en su libro Pihkal: Una Historia de Amor Químico.
Muchos han informado de que los efectos generales de 2C-E son similares a los de los otros psicodélicos fenetilaminas, pero mucho más intensa. Vivir efectos visuales similares a los experimentados bajo la influencia del LSD son comunes, y muchos informes indican que los efectos de esta sustancia química en particular puede ser demasiado intenso.

## Propiedades
2,5-dimetoxi-4-ethylphenethylamine es un aceite incoloro. Las formas cristalinas se observan como la sal de amina haciendo reaccionar la base libre con un ácido mineral, típicamente HCl. 
Shulgin no informa de su punto exacto de ebullición para la base libre, indicando que sólo durante una síntesis de la fracción que hierve entre 90-100 °C a una presión de 0,25 mmHg se recogió y se convirtió en la sal de hidrocloruro. La hoja de datos de una muestra comercial de 2,5-dimetoxi-4-ethylphenethylamine clorhidrato tiene como punto de fusión 247-249 °C.